# Адеодат II
Адеода́т II, O.S.B. (лат. Adeodatus ІІ; ?—17 червня 676) — 77-й папа Римський (672—676). Народився у Римі, Візантійська імперія. Був ченцем-бенедиктинцем в Римському монастирі святого Еразма на Целійському пагорбі. Перший з пап, що почав датувати події за свого понтифікату. Присвятив діяльність вдосконаленню монастирської дисципліни та боротьбі з монофелітською єрессю. Через це перебував у конфлікті з офіційним Константинополем. Надав Венеції право самостійно обирати дожа. Відновив собор святого Петра, надав протекцію Кентерберійському абатству святого Павла і Павла; звільнив Мармутьєрське абатство від підпорядкування місцевим єпископам. Збереглися листи папи до Кентерберійського і Мармутьєрського абатств. Помер у Римі. Похований у Соборі святого Петра. В деяких джерелах згадується як святий католицької церкви, проте в «Acta Sanctorum» не вміщений. День пам'яті — 26 червня. Також — Деусде́діт ІІ (лат. Deusdedit II).